# 杣司
杣司（そまし）とは、古代・中世において、杣の経営管理にあたった者。
古代、木材の搬出のために官司や貴族・寺院によって設定された杣には、その作業を管理するための機関が設けられていた。造寺司に設置されていた「山作所」はその典型であり、他にも「作所」などの名称で呼ばれていた。そうした経営機関を構成していたのが杣司であった。例えば、東大寺の山作所であった伊賀国板蠅杣の山作所では、杣別当・専当・頭領などの杣司がおり、杣工や筏師などを率いて杣の伐採から製材、更に筏を用いた東大寺への搬出作業にあたらせていた。また、板蠅荘は後に東大寺の荘園である黒田荘へとなっていくが、その四至拡大などにも杣司の関与が見られ、彼らは後に現地における荘官へと転身していくことになった。